# Nikola
Nikola ist ein männlicher und weiblicher Vorname, seltener Familienname.

## Herkunft und Bedeutung
Nikola ist eine Variante des Vornamens Nikolaus. Er ist in manchen Ländern in dieser Form auch für Frauen gebräuchlich. Er bedeutet „Sieg des Volkes“.

## Varianten
- Nick – englische Kurzform von Nikolaus
- Niclas – Form von Niklas
- Nicola
- Nicolas – französische Form
- Niko
- Nikole – eingedeutschte Version von Nicole
- Nikolai – bulgarische Form von Nikolaus
- Nikolina – serbische und kroatische Form (weiblich)
- Nikolla – albanische Form

## Namensträger
- Nikolla Onufri (16. Jahrhundert), albanischer Ikonenmaler
- Nikola (1841–1921), Fürst bzw. König von Montenegro
- Nikola Eterović (* 1951), kroatischer Kurienerzbischof und Apostolischer Nuntius in Deutschland
- Nikola Gjoševski (* 1979), mazedonischer Fußballspieler
- Nikola Gjusselew (1936–2014), bulgarischer Opernsänger
- Nikola Gligorov (* 1983), mazedonischer Fußballspieler
- Nikola Gruevski (* 1970), mazedonischer Ministerpräsident
- Nikola Jevtić (* 1984), serbischer Fußballspieler
- Nikola Jokić (* 1995), serbischer Basketballspieler
- Nikola Jurčević (* 1966), kroatischer Fußballspieler und -trainer
- Nikola Karabatić (* 1984), französischer Handballspieler
- Nikola Karev (1877–1905), Präsident der zehntägigen Republik Kruševo
- Nikola Manojlović (* 1981), serbischer Handballspieler
- Nikola Milenković (* 1997), serbischer Fußballspieler
- Nikola Mitkov (* 1971), mazedonischer Schachgroßmeister
- Nikola Muschanow (1872–1951), bulgarischer Politiker, Ministerpräsident
- Nikola Pašić (1845–1926), serbischer Politiker und Staatsmann
- Nikola Pilić (* 1939), kroatischer Tennisspieler und -trainer
- Nikola Portner (* 1993), Schweizer Handballspieler
- Nikola Prce (* 1980), bosnisch-herzegowinischer Handballspieler
- Nikola Rađen (* 1985), serbischer Wasserballspieler, Weltmeister
- Nikola Reinartz (1874–1954), katholischer Priester und Heimatforscher
- Nikola Šafarić (* 1981), kroatischer Fußballspieler
- Nikola Šainović (* 1948), serbischer Politiker
- Nikola Sarcevic (* 1974), schwedischer Sänger und Bassist
- Nikola Sarić (* 1985), deutscher Maler
- Nikola Šuhaj (1898–1921), europäischer Räuber
- Nikola Tesla (1856–1943), serbisch-US-amerikanischer Erfinder und Elektro-Ingenieur
- Nikola Vlašić (* 1997), kroatischer Fußballspieler
- Nikola Wapzarow (1909–1942), bulgarischer Dichter
- Nikola Žigić (* 1980), serbischer Fußballspieler
- Nikola Šubić Zrinski (1508–1566), kroatischer Feldherr

## Namensträgerinnen
- Nikola Fraňková (* 1988), ehemalige tschechische Tennisspielerin
- Nikola Gergelyová (* 1997), tschechische Grasskiläuferin
- Nikola Hahn (* 1963), deutsche Kriminalbuchautorin
- Nikola Hoeltz (* 1934), deutsche Kostümbildnerin
- Nikola Hofmanova (* 1991), ehemalige österreichische Tennisspielerin, mit tschechischen Wurzeln
- Nikola Holmes (* 1981), deutsche Eishockey-Nationalspielerin
- Nikola Huppertz (* 1976), deutsche Kinder- und Jugendbuchautorin
- Nikola Jakadofsky (* 1963), österreichische Keramikerin
- Nikola Lutz (* 1970), deutsche Komponistin und Saxophonistin
- Nikola Anne Mehlhorn (* 1967), deutsche Schriftstellerin
- Nikola Richter (* 1976), deutsche Schriftstellerin
- Nikolina Schterewa (* 1955), bulgarische Sportlerin
- Nikolina Tschakardakowa (* 1969), bulgarische Folklore-Sängerin